# Acanthostichus serratulus
Acanthostichus serratulus é uma espécie de inseto do gênero Acanthostichus, pertencente à família Formicidae.